# Jerry Ortiz
Jerry Ortíz (Cali, Valle del Cauca, Colombia, 7 de noviembre de 1992) es un futbolista colombiano que juega como centrocampista. Actualmente juega en el C. D. Marathón de la Liga Nacional de Honduras.

## Clubes
| Club                      | País                 | Año         |
| ------------------------- | -------------------- | ----------- |
| Depor Aguablanca          | Colombia             | 2011 - 2012 |
| Águilas Doradas           | Colombia             | 2013        |
| Cortuluá                  | Colombia             | 2013 - 2015 |
| Envigado F. C.            | Colombia             | 2015 - 2016 |
| Atlético Huila            | Colombia             | 2016        |
| Once Caldas               | Colombia             | 2017        |
| Penn FC                   | Estados Unidos       | 2018        |
| FC Ararat Ereván          | Armenia              | 2018 - 2019 |
| Tauro FC                  | Panamá               | 2019        |
| Atlético F. C.            | Colombia             | 2020        |
| Atlético San Francisco    | República Dominicana | 2021        |
| Atlético Sporting Toronto | Canadá               | 2021 - 2023 |
| Marathón                  | Honduras             | 2023 - Act. |

## Resumen estadístico
| País / División  | Partidos | Goles | Promedio |
| ---------------- | -------- | ----- | -------- |
| Once Caldas S.A. | 5        | 0     | 0,00     |
| Total en carrera | 5        | 0     | 0,00     |

## Palmarés
| Título                  | Club              | País    | Año  |
| ----------------------- | ----------------- | ------- | ---- |
| Liga Premier de Armenia | FC Ararat-Armenia | Armenia | 2019 |
| LPF Apertura 2019       | Tauro FC          | Panamá  | 2019 |